# Força Lleida Club Esportiu
O Força Lleida Club Esportiu também conhecido por Actel Força Lleida é um clube profissional de basquetebol situado na cidade de Lleida, Catalunha, Espanha que disputa a Liga ACB.

## História
Fundado no verão de 2012, o clube nasceu para preencher a lacuna deixada quando o outro clube da cidade, CE Lleida Bàsquet, que abandonou as competições devido seus problemas financeiros.

## Temporada por Temporada
| Temporada | Nível | Divisão | Pos. | Pós Temporada     | TR    | PL  |
| --------- | ----- | ------- | ---- | ----------------- | ----- | --- |
| 2012–13   | 2     | LEB     | 7    | Quartas de Finais | 11–15 | 2–3 |
| 2013–14   | 2     | LEB     | 10   | –                 | 11–15 | –   |
| 2014–15   | 2     | LEB     | 6    | Em Andamento      | 15-12 |     |
| 2015-16   | 2     | LEB Oro | 16   | –                 | 9-21  |     |
| 2016-17   | 2     | LEB Oro | 10   | –                 | 18-16 |     |

## Uniforme
| Casa | Visitante |